# Pixel 7
Das Google Pixel 7 und Pixel 7 Pro sind Smartphones der Google-Pixel-Reihe des US-amerikanischen Unternehmens Google. Beide Smartphones wurden am 11. Mai 2022 bei der Google I/O Keynote angekündigt, und am 6. Oktober 2022 vorgestellt.

## Design
Das Design der Pixel-7-Modelle ist sehr ähnlich zum Vorgänger Pixel 6. Wie schon bei diesem ist das Kameraelement wieder als Balken, dem sogenannten „Visor“ ausgeführt, die Rückseite wurde aus glänzendem Gorilla Glass Victus gefertigt. Der Rahmen besteht beim Pixel 7 aus mattem, beim Pixel 7 Pro aus poliertem Aluminium. Auf der Vorderseite befindet sich das 6,3 bzw. 6,7 Zoll große Display, bei dem ebenfalls Corning Gorilla Glass Victus verbaut wird. Zum Marktstart sind beide Geräte in den Farben Snow und Obsidian erhältlich, außerdem stehen beim Pixel 7 die Farbe Lemongras und beim Pixel 7 Pro die Farbe Hazel zur Auswahl.

Pixel 7 in der Farbe Lemongrass
Pixel 7 Pro in der Farbe Hazel
Pixel 7 Pro als Fotografie

## Technische Daten

### Google Pixel 7

#### Kamera und Display
Die Kamera des Pixel 7 besteht aus zwei Objektiven – einer Weitwinkel- und einer Ultraweitwinkelkamera. Die 50-Megapixel-Weitwinkelkamera verfügt über Octa-PD, Quad-Bayer, 1,2 µm Pixelgröße, eine f/1,85-Blende, 1/1,3″-Bildsensorgröße, 8-fachen Super-Resolution-Zoom und einen Aufnahmewinkel von 82°. Die 12-Megapixel-Ultraweitwinkelkamera hat dann eine f/2,2-Blende, eine Pixelgröße von 1,25 µm sowie einen Aufnahmewinkel von 114°. Außerdem verfügt die Hauptkamera über einen Laser-Autofokus (LDAF-Sensor), Spektral- und Flimmersensor sowie optische und elektronische Bildstabilisierung. 10-Bit-HDR-Videos und verbesserte Hautfarbtöne sind möglich, auch ist der Kino-Modus Cinematic-Blur vorhanden. Die 10,8-Megapixel-Frontkamera hat eine f/2,2-Blende, 1,22 µm Pixelgröße, ein 99,8°-Ultraweitsichtfeld und einen Fixfokus.
Google verbaut beim Pixel 7 ein 6,3 Zoll großes Full HD+ OLED-Display mit einer Auflösung von 2400 × 1080 Pixeln (416 PPI) und einer Bildwiederholrate von 90 Hertz. Die maximale Helligkeit bei HDR beträgt 1000 Nits, die Spitzenhelligkeit 1400 Nits, das Display hat ein Kontrastverhältnis von 1.000.000:1 und volle 24-Bit-Farbtiefe, was 16 Millionen Farben entspricht. Google verbaut Stereo-Lautsprecher, die über Spatial Audio verfügen.

#### Leistung und Akku
Als Prozessor kommt der neue Google Tensor G2 zum Einsatz, dazu kommen 8 GB Arbeitsspeicher. Beim internen UFS-3.1-Speicher stehen wahlweise 128 oder 256 GB zur Verfügung.
Der Akku des Pixel 7 hat eine Kapazität von 4355 mAh, was 24 Stunden Akkulaufzeit ermöglicht. Geladen werden kann kabelgebunden mit 20 Watt, kabellos ebenfalls mit dem Pixel Stand mit 20 Watt und 7,5 Watt Qi, Reverse Wireless Charging ist möglich.

#### Sonstiges und Kritik
Entsperrt werden kann das Pixel 7 wie auch das Pro über einen In-Display-Fingerabdrucksensor sowie durch die neue 2D-Gesichtserkennung, welche die erste bei einem Pixel-Smartphone seit der 3D-Gesichtserkennung des Pixel 4 ist. Das Pixel 7 verfügt über NFC, eSIM, USB Typ C 3.2, Bluetooth 5.2, den Google-Cast, es ist IP68-zertifiziert und unterstützt WiFi 6E und den Mobilfunkstandard 5G. Kritikpunkte sind die relativ breiten Displayränder und die geringe Ladegeschwindigkeit von 20 Watt.

### Google Pixel 7 Pro

#### Kamera und Display
Das Pixel 7 Pro verfügt über eine Triple-Kamera mit einer Weitwinkel-, Ultraweitwinkel- und Telekamera. Die 50-Megapixel-Weitwinkelkamera verfügt über Octa PD, Quad Bayer, eine f/1,85-Blende, eine Pixelgröße von 1,2 µm, eine Sensorgröße von 1/1,31″ sowie einen Aufnahmewinkel von 82°. Die 12-Megapixel-Ultraweitwinkelkamera mit 125,8° Aufnahmewinkel und einer Pixelgröße von 1,25 µm besitzt eine f/2,2-Blende, Autofokus und Objektivkorrektur. Bei der Telekamera verbaut Google auch wieder einen 48-Megapixel-Sensor mit Quad-Bayer, 0,7 µm Pixelgröße, einer f/3,5-Blende, 20,6°-Sichtfeld sowie 5-fach optischem Zoom, 10-fach Digitalzoom und 30-fach Super-Resolution-Zoom. Auch das Pixel 7 Pro verfügt über Laser-Autofokus (LDAF-Sensor), einen Spektral- und Flimmersensor sowie optische und elektronische Bildstabilisierung bei der Weitwinkel- und Telekamera. Auch das Pixel 7 Pro verfügt über 10-Bit-HDR-Video, die RealTone-Funktion für Hautfarben und den Kino-Modus Cinematic-Blur. Auf der Vorderseite befindet sich die 10,8-Megapixel-Frontkamera mit einer f/2.2-Blende, 1,22 µm Pixelgröße, einem 92,8°-Ultraweitwinkel-Sichtfeld und einem Fixfokus.
Das Pixel 7 Pro verfügt über ein 6,7 Zoll großes QHD+ LTPO-OLED-Display mit einer Auflösung von 3120 × 1440 Pixeln (512 PPI) und einer adaptiven Bildwiederholrate von 120 Hertz. Das Display hat ein Seitenverhältnis von 19,5:9, ein Kontrastverhältnis von 1.000.000:1, volle 24-Bit-Farbtiefe (16 Millionen Farben), eine maximale Helligkeit von 1000 Nits (HDR) und eine Spitzenhelligkeit von 1500 Nits. Auch das Pixel 7 verfügt über Stereo-Lautsprecher mit Spatial Audio. Abgesehen von Softwarefehlern wurden schwerwiegende Hardware-Anzeigeprobleme im Pixel 7 Pro gemeldet, die zu erheblichen Problemen mit der Batterieentladung führten, wenn das Telefon bei Tageslicht und hoher Helligkeit verwendet wurde.

#### Leistung und Akku
Als Prozessor verbaut Google auch hier den hauseigenen Tensor G2, der im 5-nm-Verfahren produziert wurde. Beim Pixel 7 Pro stehen 12 GB Arbeitsspeicher zur Verfügung, dazu kommt wahlweise 128, 256 oder 512 GB interner UFS-3.1-Speicher. Das Pixel 7 Pro verfügt über einen 5000-mAh-Lithium-Ionen-Akku, der kabelgebunden mit 23 Watt, kabellos mit dem Pixel Stand ebenfalls mit 23 Watt bzw. 12 Watt Qi lädt, außerdem ist Reverse Wireless-Charging auch hier wieder möglich.

#### Sonstiges und Kritik
Entsperrt wird das Pixel 7 über einen optischen In-Display-Fingerabdrucksensor, welcher für seine Unregelmäßigkeit kritisiert wird, alternativ über die neue 2D-Gesichtserkennung oder per Bildschirmeingabe. Das Pixel 7 verfügt über NFC, bis zu zwei eSIM Slots, USB Typ C 3.2, Bluetooth V5.2, den Google-Cast, es ist IP68-zertifiziert und unterstützt WiFi 6E sowie den Mobilfunkstandard 5G. Zu kritisieren ist die vergleichsweise niedrige Ladegeschwindigkeit von 23 Watt.

### Software
Beim Marktstart war das aktuelle Betriebssystem bei beiden Smartphones Android 13. Google versprach wie bereits beim Pixel 6 drei Jahre Software- und fünf Jahre Sicherheitsunterstützung. Im Dezember 2024 kündigte Google an, dass das Pixel 6, Pixel 6 Pro, Pixel 6a, Pixel 7, Pixel 7 Pro, Pixel 7a und Pixel Fold statt 3 Jahre Feature Drops 5 Jahre Feature Drops + Sicherheitsupdates haben werden.
Des Weiteren gibt Google eine beschränkte Garantie von zwei Jahren.

## Pixel 7a

Vorderseite des Pixel 7a

Das Pixel 7a wurde im Rahmen der Google I/O Keynote am 10. Mai 2023 vorgestellt. Das Pixel 7a übernimmt das Design der Pixel 7-Reihe und erscheint ebenfalls mit dem balkenförmigen Kameraelement, dem „Visor“, das Deckglas des Displays besteht aus Corning Gorilla Glas 3, anders als beim Pixel 7 und Pixel 7 Pro verwendet Google jedoch hier eine Kunststoffrückseite, das Mittelklasse-Smartphone ist IP67-zertifiziert. Das Smartphone verfügt über ein 6,1 Zoll großes FHD+ OLED-Display mit einer Auflösung von 2400 × 1080 Pixeln (429 PPI) in einem Seitenverhältnis von 20:9, einer Bildwiederholrate von 90 Hertz, das Kontrastverhältnis beträgt mehr als 1.000.000:1, das Display hat volle 24-Bit-Farbtiefe, was etwa 16 Millionen Farben entspricht und unterstützt HDR. Das Kameraelement auf der Rückseite besteht aus zwei Objektiven, der 64-Megapixel-Weitwinkelkamera mit Quad PD und Quad Bayer,  einer f/1,89-Blende, einer Pixelgröße von 0,8 μm, einem Sichtfeld von 80°, einer Bildsensorgröße von 1/1,73″ und bis zu 8-fachem Super-Resolution-Zoom. Die  13-Megapixel-Ultraweitwinkelkamera hat eine f/2,2-Blende, eine Pixelgröße von 1,12 μm, ein Sichtfeld von 120° und einen Autofokus. Außerdem verfügen beide Kameras über optische sowie elektronische Bildstabilisierung. Die 13-Megapixel-Frontkamera kommt mit einer f/2,2-Blende und einer Pixelgröße von 1,12 μm, einem Sichtfeld von 95 ° und einem Fixfokus. Als Prozessor kommt der hauseigene Google Tensor G2 zum Einsatz, dazu kommen 8 GB LPDDR5 Arbeitsspeicher sowie 128 GB interner UFS 3.1-Speicher. Der Akku des Pixel 7a hat eine typische Kapazität von 4.385 mAh und kann kabelgebunden mit 18 Watt sowie kabellos mit 7,5 Watt geladen werden. Die Abmessungen des Smartphones sind 152 × 72,9 × 9,0 mm, das Gewicht beträgt 193,5 Gramm. Das Pixel 7a verfügt des Weiteren über Dual-SIM, eSIM, Bluetooth 5.3, NFC, den Google Cast, USB Typ-C 3.2 Gen 2, Stereo-Lautsprecher und unterstützt WiFi 6E sowie den Mobilfunkstandard 5G, entsperrt werden kann das Smartphone über einen In-Display-Fingerabdrucksensor oder über eine 2D-Gesichtserkennung.  Zu kritisieren sind die langsamen Ladegeschwindigkeiten und die vergleichsweise großen Displayränder. Auch das Pixel 7a erscheint mit Android 13, Google verspricht drei Jahre Software- und fünf Jahre Sicherheitsunterstützung, außerdem besteht eine beschränkte Garantie von zwei Jahren.
Im Dezember 2024 kündigte Google an, dass u. a. das Pixel 7, 7 Pro und 7a statt drei jetzt fünf Jahre Feature Drops und Sicherheitsupdates erhalten sollen.

## Preise und Verfügbarkeit
Das Pixel 7 und Pixel 7 Pro waren ab der Vorstellung am 6. Oktober 2022 vorbestellbar und sind seit dem 13. Oktober im Handel erhältlich. Das Pixel 7a ist seit der Google I/O am 10. Mai 2023 verfügbar.
Je nach Speicher kostet das Pixel 7 bei Marktstart 649 € oder 749 €, das Pixel 7 Pro war für 899 € bzw. 999 € erhältlich. Ein Kritikpunkt war, dass das Pixel 7a mit einem Preis von 509 € bei Einführung in einem ähnlichen Preisgebiet lag wie das Pixel 7, welches inzwischen auf dem Markt im Preis gefallen war.
| Modell      | Speicher | Bei Marktstart |
| ----------- | -------- | -------------- |
| Pixel 7     | 128 GB   | 649 €          |
| Pixel 7     | 256 GB   | 749 €          |
| Pixel 7 Pro | 128 GB   | 899 €          |
| Pixel 7 Pro | 256 GB   | 999 €          |
| Pixel 7a    | 128 GB   | 509 €          |